# The Wings of War
《The Wings of War》는 2019년 2월 22일에 발매된 미국의 스래시 메탈 밴드 오버킬의 열아홉 번째 스튜디오 음반이다. 이 음반은 드러머 제이슨 비트너가 피처링한 밴드의 첫 번째 음반으로, 이전 음반인 《The Grinding Wheel》 (2017년)이 발매된 직후 오버킬을 떠났기 때문에 《ReliXIV》 (2005년) 이후 론 립니키가 없는 첫 번째 음반이 되었다.

## 평가
| 전문가 평가        | 전문가 평가 |
| 평가 점수          | 평가 점수   |
| 출처               | 점수        |
| ------------------ | ----------- |
| Blabbermouth.net   | 7.5/10      |
| KNAC               | 4/5         |
| Metal Injection    | 7.5/10      |
| Metal Hammer (GER) | 5.5/7       |
| Metal Hammer (UK)  | 8/10        |
| Rock Hard          | 8.5/10      |

《The Wings of War》는 음악 평론가들에 의해 긍정적인 평가를 받았다. Blabbermouth.net 작가 제이 H. 고라니아는 이 음반에 10점 만점에 7점 반이라는 평가를 주었고 "오랜 팬들이 바랄 수 있는 모든 것"이라고 불렀다. 그는 리뷰를 마치며 "노화된 스래시 메탈 밴드가 30년 만에 최고의 노력 중 하나를 게임에 출시한 것은 인상적인 업적이며, 그것이 바로 그들이 2010년의 《Ironbound》로 한 일입니다. 이제 밴드는 거의 40년이 되었고, 《The Wings of War》가 《Ironbound》의 펀치를 잘 포장하지는 못하지만, 두 개의 《The Electric Age》, 《White Devil Armory》, 《The Grinding Wheel》 사이에 끼워진 세 개의 음반보다 약간 낫습니다. 《The Wings of War》가 필수적이거나 의무적인 청취는 아니지만, 그 자체로 그것은 확실히 좋고 재미있으며, 마을에서 운동하거나 밤을 준비하기 위한 훌륭한 사운드트랙 역할을 합니다."라고 썼다.
KNAC.com의 네이선 듀포어는 《The Wings of War》에 5점 만점에 4점을 부여하고 "반짝이는 보석"이라고 불렀고, 《아고라포빅 뉴스》는 이 음반을 《Ironbound》 이후 오버킬의 최고 음반이라고 언급했다. 《라우드와이어》는 이 음반을 2019년 최고의 메탈 음반 50장 중 하나로 선정했다.

## 곡 목록
모든 곡들은 D.D. 버니와 바비 엘스워스에 의해 작사/작곡하였다.
| #   | 제목                            | 재생 시간 |
| --- | ------------------------------- | --------- |
| 1.  | 〈Last Man Standing〉           | 5:49      |
| 2.  | 〈Believe in the Fight〉        | 5:03      |
| 3.  | 〈Head of a Pin〉               | 5:56      |
| 4.  | 〈Bat Shit Crazy〉              | 4:33      |
| 5.  | 〈Distortion〉                  | 6:09      |
| 6.  | 〈A Mother's Prayer〉           | 3:58      |
| 7.  | 〈Welcome to the Garden State〉 | 4:42      |
| 8.  | 〈Where Few Dare to Walk〉      | 5:25      |
| 9.  | 〈Out on the Road-Kill〉        | 4:41      |
| 10. | 〈Hole in My Soul〉             | 4:47      |
| 11. | 〈In Ashes〉                    | 5:35      |